# Septorioza liści ziemniaka

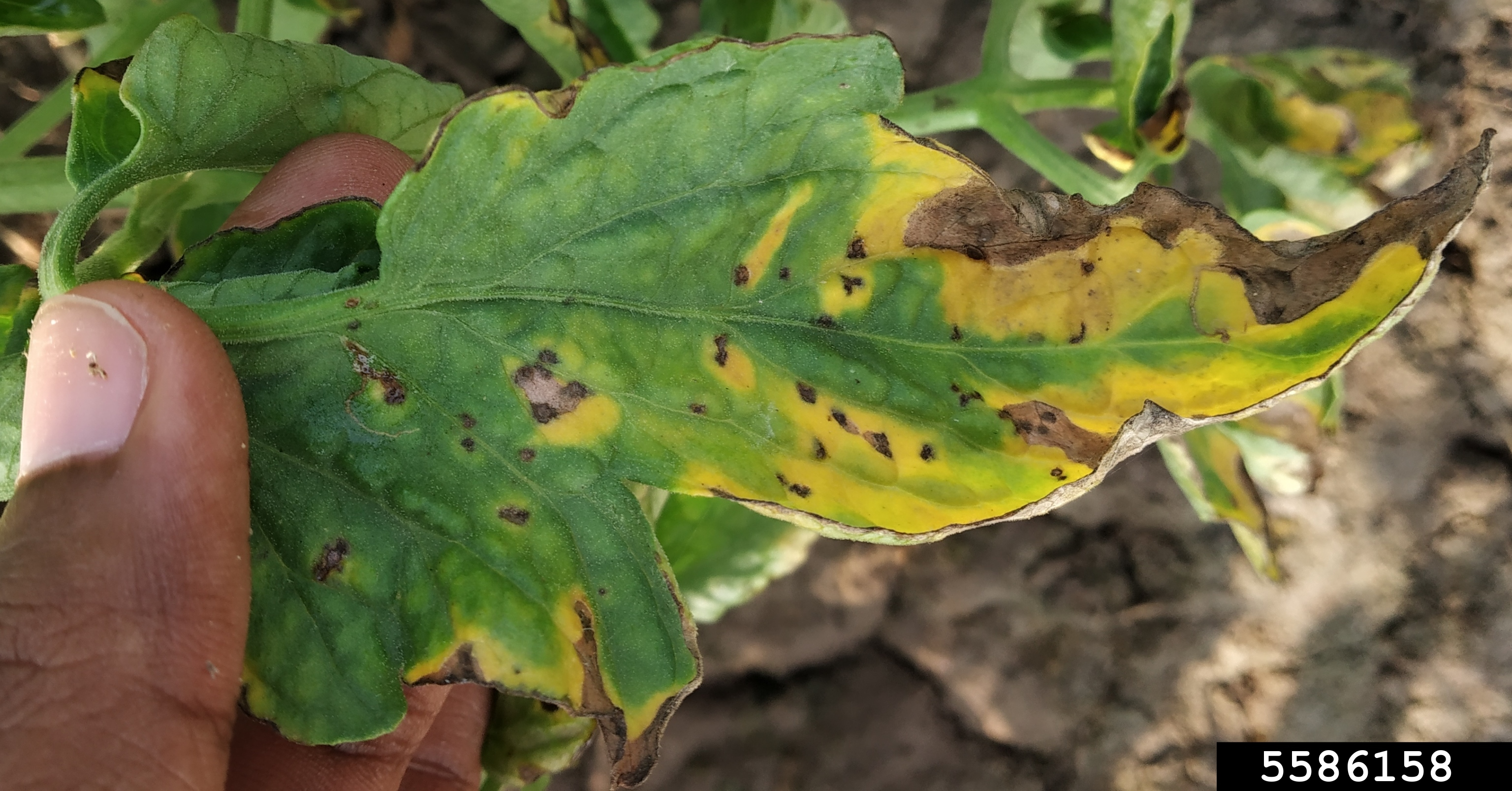
Nekroza części liścia

Septorioza liści ziemniaka (ang. annular leaf spot of potato, septoria leaf spot of potato) – grzybowa choroba ziemniaka (Solanum tuberosum) wywołana przez Septoria malagutii.

## Występowanie i szkodliwość
Septoria malagutii występuje w Andach, w Boliwii, Ekwadorze, Peru i Wenezueli na wysokościach około 3000 metrów. Najlepiej rozwija się i rozprzestrzeniają w stosunkowo niskich temperaturach przy wysokiej wilgotności, a optymalny wzrost występuje w temperaturze 20 °C. Choroba spowodowała ogromne straty w plonach ziemniaków w Ameryce Południowej. Na obszarach, gdzie choroba jest powszechna, plony ziemniaków spadły o 60%, a w niektórych zaatakowanych obszarach przy sprzyjających warunkach pogodowych i podatnych odmianach ziemniaka choroba spowodowała niemal całkowitą utratę plonów. W Unii Europejskiej do 2018 r. nie stwierdzono występowania tego gatunku, jednak dostępność żywicieli i dopasowanie klimatyczne sugerują, że S. malagutii może zadomowić się w częściach UE i dalej rozprzestrzeniać się głównie za pomocą środków wspomaganych przez człowieka. Z tego względu (pod synonimiczną nazwą Septoria lycopersici var. malagutii) gatunek ten został uznany za organizm kwarantannowy, którego wprowadzanie oraz rozprzestrzenianie na terytorium Unii Europejskiej jest zabronione.

## Objawy
S. malagutii atakuje łodygi, liście i ogonki liściowe swoich żywicieli, nie wywiera wpływu na podziemne części roślin (korzenie, bulwy, rozłogi). Powoduje plamistość liści. Początkowo plamy są małe (o średnicy 1–5 mm), okrągłe do nieregularnych, ciemnobrązowe i z nieregularnymi, koncentrycznymi pierścieniami na górnej stronie liści. Początkowo plamy wydają się być odizolowane od siebie, ale z czasem łączą się, tworząc duże plamy o średnicy do 12 mm. W środku plam widoczne są rozproszone, czarne pyknidia. W miarę rozwoju choroby plamy rozrastają się i łączą z sobą, a porażone liście stają się kruche i podatne na uszkodzenia spowodowane wiatrem. Ostatecznie tkanki liści ulegają nekrozie, a liście mogą przedwcześnie opadać. Na łodygach i ogonkach liściowych zmiany są bardziej wydłużone, mają 2 mm szerokości i do 15 mm długości.